# Necmettin Erbakan

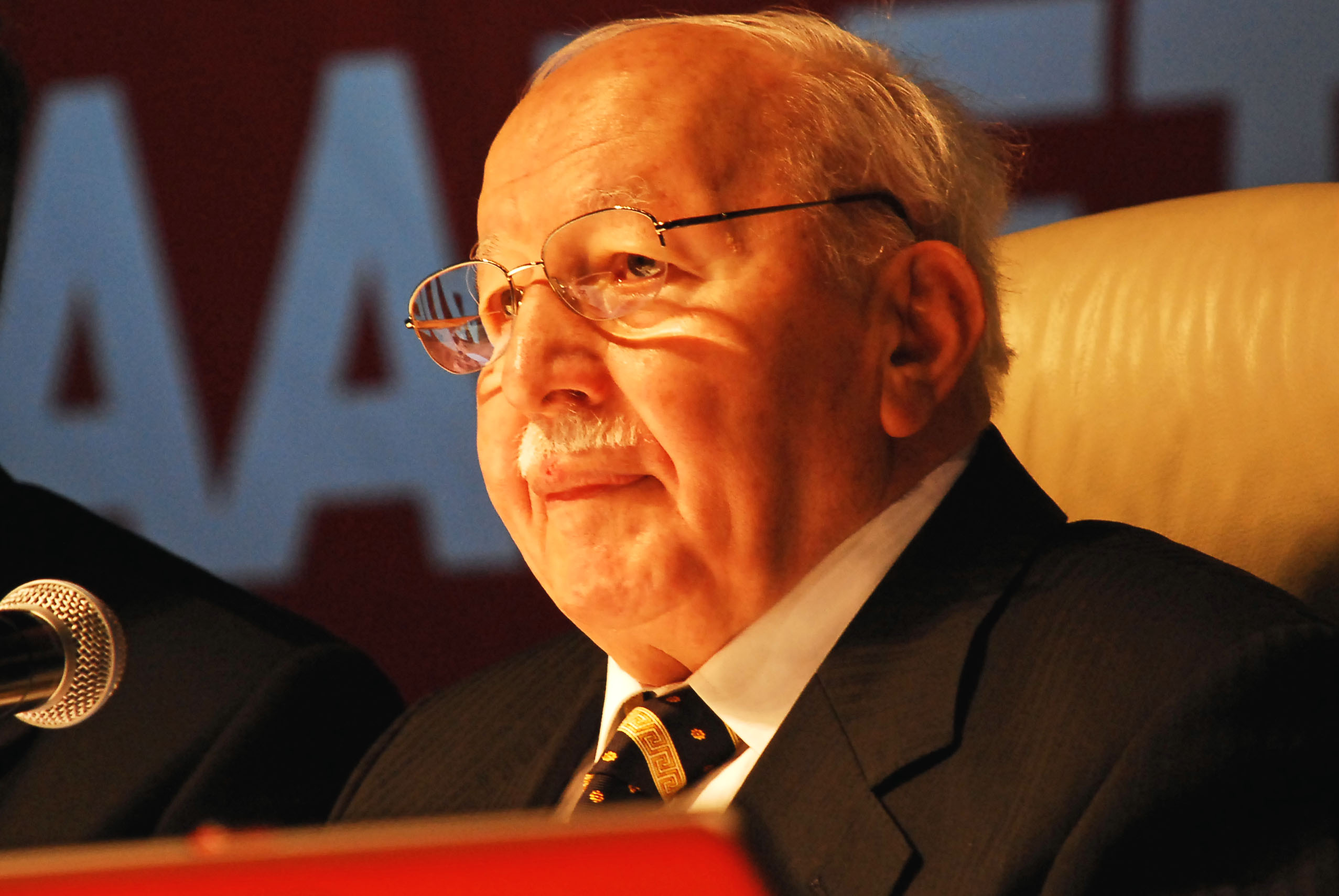
Necmettin Erbakan (2006)

Necmettin Erbakan (* 29. Oktober 1926 in Sinop; † 27. Februar 2011 in Ankara) war ein islamistischer türkischer Politiker. Er war mehrfach stellvertretender Ministerpräsident und vom 28. Juni 1996 bis zum 30. Juni 1997 Ministerpräsident der Türkei. Er gilt als der politische Ziehvater Recep Tayyip Erdoğans.

## Leben
Nach dem Schulbesuch in den Orten Kayseri, Trabzon und Istanbul nahm er das Studium im Fach Maschinenbau auf, welches er an der Technischen Universität Istanbul 1948 beendete. Seine Studien setzte er in Aachen fort. 1953 promovierte er an der Technischen Hochschule Aachen zum Thema „Theorie über die Vorgänge bis zur Zündung im Dieselmotor“. Darauf folgte eine Tätigkeit im Bereich der Forschung und als Ingenieur bei der Firma Deutz, bei der er an der Entwicklung des Leopard-Panzers beteiligt war. 1965 wurde er Professor an der Technischen Universität Istanbul.

### Politik
1970 gründete Erbakan die erste Partei der Millî-Görüş-Bewegung: die Nationale Ordnungspartei (Millî Nizam Partisi, MNP). Sie wurde allerdings bereits 1971 wieder verboten. 1973 gründete er die Nationale Heilspartei (Millî Selamet Partisi, MSP), mit der Erbakan von 1974 bis 1978 in drei verschiedenen Koalitionen stellvertretender Ministerpräsident war.
Nach dem Militärputsch vom 12. September 1980 wurde er inhaftiert und 1982 gegen ihn ein erstes zehnjähriges Politikverbot verhängt, das allerdings schon 1987 durch ein Referendum beendet wurde. Im selben Jahr wurde Erbakan zum Vorsitzenden der Wohlfahrtspartei (Refah Partisi, RP) gewählt, mit der er von 1996 bis 1997 Ministerpräsident war. Laut Einschätzung des niedersächsischen Verfassungsschutzes hat Erbakan seine Zeit als Ministerpräsident dazu genutzt, innen- und außenpolitisch die Islamisierung voranzutreiben. Seine Koalitionsregierung geriet mit ihrer Politik schnell in Widerspruch zu der von Kemal Atatürk begründeten laizistischen Staatsdoktrin, als deren Stützen sich vor allem die Militärs sehen. Am 28. Februar 1997 diktierte die Militärführung im Nationalen Sicherheitsrat ein Memorandum, das die Regierung zu einem Bündel von gegen die islamistische Bewegung gerichteten Maßnahmen aufforderte. Deren Umsetzung war für Erbakan inakzeptabel und er trat am 30. Juni 1997 zurück. Dieser schleichende Sturz unter militärischem Druck ist als „postmoderner Putsch“ bekanntgeworden. Die RP wurde im Dezember 1997 vom Verfassungsgericht verboten und Erbakan erhielt erneut ein fünfjähriges Politikverbot wegen Volksverhetzung. Erbakan und andere klagten vor dem Europäischen Gerichtshof für Menschenrechte gegen das Parteiverbot, dieser bestätigte jedoch 2001 und 2003 das Verbotsurteil.
Im Dezember 1997 wurde als Nachfolger die Tugendpartei (Fazilet Partisi, FP) gegründet, die im Juni 2001 verboten wurde. Daraufhin wurde im Juli 2001 die Glückseligkeitspartei (Saadet Partisi, SP) gegründet. Während sich ein Reformflügel unter Recep Tayyip Erdoğan 2001 erfolgreich als Partei für Gerechtigkeit und Aufschwung (Adalet ve Kalkınma Partisi, AKP) abspaltete, wurde Erbakan nach Ende seines Politikverbots 2003 Vorsitzender der SP.
Bei einem Parteitag der SP im Juli 2010 kam es zu einem Konflikt mit dem Parteivorsitzenden Numan Kurtulmuş, da dieser Familienmitglieder und Freunde Erbakans nicht auf seiner Wahlliste zum Parteivorstand aufstellte. Nachdem der parteiinterne Streit im August eskalierte und im September ein Gerichtsverfahren der SP Neuwahlen verordnete, trat am 1. Oktober 2010 Kurtulmuş als Vorsitzender zurück und gründete die neue Has Parti.
Am 18. Oktober 2010 wurde Erbakan zum Parteivorsitzenden der SP gewählt.

### Verurteilungen
Ende 2003 wurde Erbakan im Zusammenhang mit den Parteigeldern der verbotenen RP wegen Betrugs und Dokumentenfälschung (139 Fälle) verurteilt und legte deshalb 2004 das Amt des Parteivorsitzenden der SP nieder und trat aus der Partei aus; er galt jedoch weiter als Führer und maßgeblicher Vordenker der Millî-Görüş-Bewegung.
Neben der Verurteilung zu ursprünglich mehr als zwei Jahren Gefängnishaft, deren Antritt Erbakan mehrfach verzögerte und die schließlich durch ein Gesetz der AKP-Regierung 2006 in Hausarrest umgewandelt wurde, wurde Erbakan zur Zahlung von 2,6 Billionen TL (2,6 Millionen YTL) verpflichtet. Bis 2007 waren diese Schulden durch Zinsen auf ca. 12 Billionen (alte) türkische Lira (12 Millionen YTL) angewachsen. Das von Erbakan geforderte Vermögensverzeichnis wurde von der Justizbehörde als unvollständig zurückgewiesen. Laut Zeitungsberichten von 2003 besaß Erbakan unter anderem eine Yalı am Bosporus im Wert von 17 Millionen US-Dollar.
Schließlich wurde nach der Konfiskation seiner Sommerresidenzen in Altınoluk (Provinz Balıkesir) und dreier anderer Häuser auch seine dreimonatliche Pension von 20.000 YTL gepfändet.
Erbakans Politikverbot endete im April 2009.
Am 27. Februar 2011 starb Necmettin Erbakan in Ankara an Herzversagen. Sein Leichnam wurde auf dem Friedhof Merkezefendi Mezarlığı im Istanbuler Stadtteil Zeytinburnu neben seiner Ehefrau Nermin Erbakan, die 2005 verstorben war, beigesetzt. Erbakan hinterließ drei Kinder.

## Positionen
Erbakan war davon überzeugt, dass der Islam die einzige Rettung für die Menschheit darstellt, was er für wissenschaftlich und historisch erwiesen hielt. Die ideologischen Schlüsselbegriffe Millî Görüş („Nationale Sicht“) und Adil Düzen („Gerechte Ordnung“) soll Erbakan in die türkisch-islamistische Debatte eingeführt haben, weil in der sich als laizistisch verstehenden Türkei die Propagierung einer „Islamischen Ordnung“ (İslamî nizam) Parteiverbot und strafrechtliche Konsequenzen zur Folge haben könnte.
Das Buch „Millî Görüş“, 1973 von Erbakan geschrieben und mit „Nationale Weltsicht“ übersetzt, galt als MSP-Parteiideologie. Erbakan wollte die türkischen Bürger unter dem Dach von Nationalismus und Islamismus einen und in der Türkei ein islamistisches Staatswesen errichten.
Mitte der 80er Jahre griff Necmettin Erbakan die von Süleyman Karagülle 1976 entwickelte Ideologie „Adil Düzen“ für das Refah-Parteiprogramm auf und veröffentlichte 1991 das Buch Adil Ekonomik Düzen („Gerechte Wirtschaftsordnung“). Erbakan ging von einer zweigeteilten Weltordnung aus: einer so genannten „gerechten“, sich auf dem Islam gründenden „Weltordnung“, die alle weltlichen und religiösen Regelungen des Lebens bestimme. Die westliche Politik bezeichnete er als eine „nichtige“ oder „falsche Ordnung“, da sie nicht auf Gerechtigkeit, sondern Macht basiere.

Der Westen werde von „einem rassistischen Imperialismus, das heißt dem Zionismus“ regiert. Dieser sei vor 5765 Jahren durch ein „Zauberbuch mit Namen Kabbala“ entstanden. Erbakan sprach offen von einer angeblichen zionistischen Weltverschwörung und davon, dass der Zionismus alle Kreuzzüge organisierte, die „Sekte des Protestantismus“ schuf und sie mit der Etablierung der kapitalistischen Ordnung beauftragte.

„Der Zionismus ist ein Glaube und eine Ideologie, dessen Zentrum sich bei den Banken der New Yorker Wallstreet befindet. Die Zionisten glauben, dass sie die tatsächlichen und auserwählten Diener Gottes sind. Ferner sind sie davon überzeugt, dass die anderen Menschen als ihre Sklaven geschaffen wurden. Sie gehen davon aus, dass es ihre Aufgabe ist, die Welt zu beherrschen. Sie verstehen die Ausbeutung der anderen Menschen als Teil ihrer Glaubenswelt. Die Zionisten haben den Imperialismus unter ihre Kontrolle gebracht, und beuten mittels der kapitalistischen Zinswirtschaft die gesamte Menschheit aus. Sie üben ihre Herrschaft mittels imperialistischer Staaten aus.“

 Ein Länderbericht der Konrad-Adenauer-Stiftung, erschienen 2003,  zitierte Erbakan mit den Worten „Wir werden ganz sicher an die Macht kommen, ob dies jedoch mit Blutvergießen oder ohne geschieht, ist eine offene Frage“ und wertete dies als Beleg für die „Radikalität seiner Bewegung“.